# تيانقونغ-1
تيانقونغ-1 (بالصينية: 天宫一号) هي محطَّة فضائيَّة صينيَّة وأول نموذج من برنامج تيانقونغ الفضائي الصيني لأبحاث علم الفلك في الفضاء.
. أُطلقت نحو المدار عن طريق الصاروخ Long March 2F، في 29 سبتمبر من عام 2011.
في 21 مارس من عام 2016 وبعد سنتين من تمديد عُمرها المُتوقع أعلن إدارة الفضاء الوطنية الصينية عن انتهاء خدمة تيانقونغ-1 بشكلٍ رسمي بعد توقفها عن البث وانتهاء قُدرتها التشغيليَّة لأنه لم يعد هناك تواصل بينهم وبينها عن طريق القياس البُعدي. بعد عدة أشهر قام أحد الهواة بتعقب المحطة عن طريق قمر اصطناعي وفيه ولاحظوا أن وكالة الفضاء الصينية فقدت السيطرة عليها تمامًا. اعترفت الوكالة في شهر سبتمبر من نفس العام بأنها فقدت السيطرة على المحطة الفضائيَّة وأعلنت أنها ستدخل دخولًا جويًّا نحو الغلاف الجوي وستحترق في نهاية عام 2017.
في 2 أبريل 2018، دخلت المحطة الغلاف الجوي للأرض فوق جنوب المحيط الهادئ في 00:15 بتوقيت جريتنش. وأعلنت وكالة الفضاء الصينية أن "غالبية المعدات دمرت عند دخول الغلاف الجوي.

## التصميم والتطوير
صممت إدارة الفضاء الوطنية الصينية (CNSA) تيانقونغ-1 لتكون «وحدة مختبر فضائية» بوزن 8.5 طن قادرةً على دعم عمليات رسو والتحام المركبات الفضائية المأهولة وغير المأهولة. وفي عام 2008، نشر المكتب الصيني للهندسة الفضائية المأهولة (CMSEO) وصفًا مختصرًا عن تيانقونغ-1، بالإضافة إلى الوحدات الأكبر منها التي ستعقبها، تيانقونغ-2 وتيانقونغ-3. كُشف عن نموذج للمحطة الفضائية في برنامج الاحتفال برأس السنة الصينية على تلفزيون الصين المركزي (CCTV) يوم 25 يناير 2009.
وفي يوم 29 سبتمبر عام 2009، صرح تشانغ شيانتشي، نائب مدير المكتب الصيني للهندسة الفضائية المأهولة، في مقابلة مع تلفزيون الصين المركزي بأن تيانقونغ-1 ستُطلق في عام 2010 أو 2011. وصرحت وكالة أنباء شينخوا الصينية فيما بعد بأن تيانقونغ-1 ستُطلق في أواخر عام 2010، وصرحت أيضًا بأن عمليات ترميم المعدات الأرضية للإطلاق جارية التنفيذ. ومع ذلك، لم تُنفذ عملية الإطلاق في النهاية حتى عام 2011.
اكتمل تشييد تيانقونغ-1، بحلول منتصف عام 2011، وكانت عمليات الاختبار الخاصة بأنظمة المحطة وخصائصها الحرارية قيد التنفيذ آنذاك. نُفذت عمليات اختبار أيضًا على الصاروخ الحامل «لونغ مارش 2 إف» الذي سيطلق تيانقونغ-1 إلى المدار. تولى الفنيون إجراء اختبارات السلامة الشاملة بصورة خاصة بسبب فشل الإطلاق الأخير آنذاك في الصاروخ «لونغ مارش 2 سي».

### الهيكل
كانت بمحطة تيانقونغ-1 غرفة محافظة على الضغط الجوي بحجم 15 مترًا مكعبًا تقريبًا، واستخدمت المحطة وصلات رسو والتحام من نوع نظام الارتباط الطرفي المزدوج (APAS) غير النشط. ومن الناحية الهيكلية، تُقسَّم تيانقونغ-1 إلى قطاعين رئيسيين: وحدة الموارد، التي تحمل الألواح الشمسية للمحطة وأنظمة الدفع، ووحدة تجريبية قابلة للسكن أكبر في الحجم من الوحدة الأخرى.

### المنشآت على متن المحطة
يوجد على متن وحدة تيانقونغ-1 التجريبية معدات للتمارين الرياضية بالإضافية إلى محطتين للنوم. يوجد بالحوائط الداخلية للمحطة تخطيط طلائي ذو لونين مختلفين، يمثل أحد اللونين الأرض، ويمثل اللون الآخر السماء. كان هذا الطلاء بغرض مساعدة رواد الفضاء على الحفاظ على وضعيتهم في ظل انعدام الجاذبية. يوجد بالمحطة أيضًا آلات تصوير داخلية عالية الدقة لتسمح بمراقبة البعثات المأهولة من الأرض عن كثب، وكان بكل محطة من محطتي النوم أنظمة تحكم بالإضاءة خاصة بها بشكل منفرد. حصلت المحطة على المرحاض الفضائي ومعدات المطبخ الخاصة بالبعثات المأهولة من مركبة شنتشو الفضائية التي رست والتحمت بالمحطة، وذلك بدلًا من أن تُدمج هذه المنشآت بوحدة تيانقونغ-1 نفسها. وعلى نحو مشابه، كان أحد أفراد طاقم المحطة، البالغ عددهم ثلاثة، ينام داخل مركبة شنتشو الفضائية لمنع التكدس داخل المحطة.

## لمحة عن الرحلة

### خلفية
خُطط لإطلاق تيانقونغ-1، في البداية، في أغسطس عام 2011، ونُقلت المحطة إلى مركز جيوغوان لإطلاق الأقمار الاصطناعية يوم 23 يوليو، واجتازت اختبار تجربة الإطلاق بنجاح في 17 أغسطس عام 2011. ومع ذلك، أُجلت عملية الإطلاق عقب الإطلاق الفاشل للصاروخ لونغ مارش 2 سي في أغسطس عام 2011. خُطط مرةً أخرى لإطلاق تيانقونغ-1 في أواخر شهر سبتمبر عام 2011، بعد التحقيق في فشل الإطلاق الذي وقع في شهر أغسطس، وأيضًا ليتزامن الإطلاق مع العيد الوطني لجمهورية الصين الشعبية يوم الأول من شهر أكتوبر.

### الإطلاق
في 20 سبتمبر عام 2011، حُركت المركبة مرةً أخرى إلى المنصة الأولى بموقع الإطلاق الجنوبي في مركز جيوغوان بغرض التحضير لمحاولة الإطلاق المُخطط لها. أُطلقت تيانقونغ-1 في الساعة 13:16 حسب التوقيت العالمي المنسق يوم 29 سبتمبر، ونجح الصاروخ في وضع تيانقونغ-1 في مدار أرضي منخفض. عرض التلفزيون الصيني فيلمًا رسوميًا لعملية الإطلاق مصحوبًا بالنسخة الموسيقية للأغنية الوطنية الأمريكية أمريكا ذا بيوتيفول (أمريكا الجميلة)، ولم يُفسر سبب اختيار هذه الموسيقا أبدًا.